# Александер Фердинанд фон Турн и Таксис
Александер Фердинанд фон Турн и Таксис (на немски: Alexander Ferdinand von Thurn und Taxis; * 21 март 1704 във Франкфурт на Майн; † 17 март 1773 в Регенсбург) е третият княз на Турн и Таксис (1739 – 1773) и от 1739 г. до смъртта си генерален наследствен пощенски майстер на имперската поща.
Той е син на княз Анселм Франц фон Турн и Таксис (1681 – 1739) и съпругата му принцеса Мария Лудовика Анна Франциска фон Лобковиц (1683 – 1750), дъщеря на княз Фердинанд Август Леополд фон Лобковиц (1655 – 1715) и съпругата му маркграфиня Мария Анна Вилхелмина фон Баден-Баден (1655 – 1701). Сестра му Мария Августа фон Турн и Таксис (1706 – 1756) се омъжва 1727 г. за херцог Карл Александер фон Вюртемберг (1684 – 1737).
Той завършва право. Той умира на 17 март 1773 г. на 68 години в Регенсбург.

## Фамилия
Александер Фердинанд се жени на 11 април 1731 г. във Франкфурт на Майн за маркграфиня София Христина Луиза (* 4 януари 1710; † 13 юни 1739), снаха на пруския крал Фридрих Велики, дъщеря на маркграф Георг Фридрих Карл фон Бранденбург-Байройт и Доротея фон Шлезвиг-Холщайн-Зондербург-Бек. Те имат децата:
- София Христина (1731 – 1731)
- Карл Анселм (1733 -1805), 4. княз на Турн и Таксис, женен I. на 3 септември 1753 г. за братовчедката си херцогиня Августа Елизабет фон Вюртемберг (1734 – 1787), II. 1787 г. (морганатически) за Елизабет Хилдебранд фон Трайн
- Луиза Августа Шарлота (1734 – 1735)
- Фридрих Август (1736 – 1755)
- Лудвиг Франц Карл Ламорал Йозеф (1737 – 1738)

Александер Фердинанд се жени втори път на 22 март 1745 г. в Париж за принцеса Шарлота Луиза дьо Лорен-Ламбеск (* 22 юли 1724: † 6 януари 1747 в дворец Тругенхофен), дъщеря на Луис II дьо Лорен-Брионе-Ламбеск (1692 – 1743) и Жана Хенриета дьо Дурфорт (1691 – 1751). Те нямат деца.
Александер Фердинанд се жени трети път на 21 септември 1750 г. в Регенсбург за принцеса Мария Хенриета фон Фюрстенберг-Щюлинген (* 31 март 1732 в Прага; † 4 юни 1772 в Регенсбург), дъщеря на княз Йозеф Вилхелм Ернст фон Фюрстенберг (1699 – 1762) и първата му съпруга графиня Мария Анна фон Валдшайн-Вартенберг (1707 – 1756). Те имат децата:
- Мария Терезия (1755 -1810), омъжъна на 20 август 1780 г. в Щатамхоф за граф Фердинанд фон Ахлефелд-Лангеланд-Риксинген († 1815 в Прага)
- Жозефина (* 1759, умира млада)
- Хайнрих Александер (* 1762, умира млад)
- Франц Йозеф (1764 – 1765)
- Мария Анна Йозефа (1766 – 1805)
- Мария Елизабет Александрина (1767 – 1822), омъжена I. на 4 ноември 1790 г. в Прага за ландграф Карл Йозеф Алоис фон Фюрстенберг (1760 – 1799), II. за фрайхер Йозеф фон Лазберг (1770 – 1855)
- Максимилиан Йозеф (1769 – 1831), женен на 6 юни 1791 г. в Прага за принцеса Елеонора фон Лобковиц (1770 – 1834)